# 张定发
张定发（1943年12月8日—2006年12月14日），上海浦东人，中国人民解放军海军上将。

## 生平

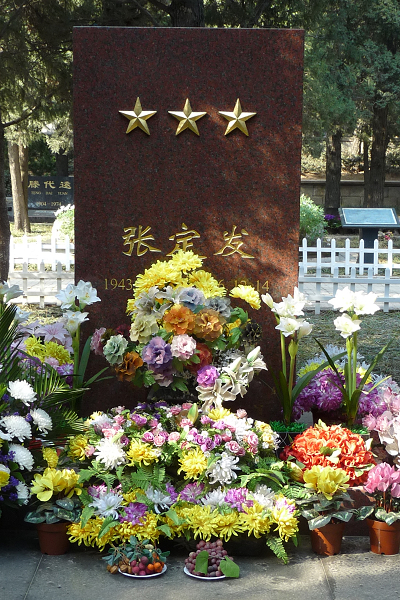
2010年拍摄于八宝山的张定发墓

祖籍浙江省奉化县（今宁波市奉化区）溪口镇许江岩。他於1960年7月上海市楊思中學畢業後参军，1964年加入中国共产党，1985年起担任北海舰队参谋长助理、青岛基地参谋长。1991年晋升海军少将，1993年出任北海舰队参谋长，1995年升任副司令员，1996年担任济南军区副司令员兼北海舰队司令员，1998年晋升海军中将。2000年任海军副司令员，2002年调任军事科学院院长。2003年6月12日被任命为海军司令员，接替石云生。2004年9月中共十六屆四中全會被增補為中共中央軍委委員，2005年3月在第十屆全國人大第三次會議上被增補為中華人民共和國中央軍事委員會委員。
張定發是中國共產黨第十四次、十五次全国代表大会代表，第十五屆、十六屆中央委員會候補委員。1991年6月被授予海軍少將軍銜，1998年7月晉升為海軍中將軍銜，2004年9月晉升為海軍上將軍銜。 
張定發长期与潜艇打交道，属于海军中的“潜艇派”，曾经指挥过核潜艇发射多弹头战略导弹。
张定发因患晚期肺癌医治无效，于2006年12月14日凌晨3時30分在北京逝世，享年63歲。新華社於12月22日張定發遺體火化當日低调發布生平，稱張定發是：「中國共產黨的優秀黨員，久經考驗的忠誠的共產主義戰士，中國人民解放軍的優秀軍事指揮員、海軍現代化建設的優秀領導者」。

## 外部連結
- 張定發生平 （页面存档备份，存于），新華網

| 中国人民解放军职务 | 中国人民解放军职务                                      | 中国人民解放军职务 |
| ------------------ | ------------------------------------------------------- | ------------------ |
| 前任： 石云生      | 中国人民解放军海军司令员 2003年6月－2006年8月           | 繼任： 吴胜利      |
| 前任： 葛振峰      | 中国人民解放军军事科学院院长 2002年11月－2003年6月      | 繼任： 郑申侠      |
| 前任： 王继英      | 中国人民解放军海军北海舰队司令员 1996年11月－2000年12月 | 繼任： 丁一平      |